# Apostolepis quirogai
Apostolepis quirogai este o specie de șerpi din genul Apostolepis, familia Colubridae, descrisă de Giraudo și Scrocchi 1998. Conform Catalogue of Life specia Apostolepis quirogai nu are subspecii cunoscute.